# Phaconeura capricornia
Phaconeura capricornia – rodzaj pluskwiaków z podrzędu fulgorokształtnych i rodziny Meenoplidae.
Gatunek ten opisany został w 1990 roku przez Hannelore Hoch na podstawie dwóch okazów samic odłowionych w 1986 roku w jaskini Swiss Cheese Cave na przylądku Jork.
Pluskwiak o jasnożółtym ciele długości 2,7 mm, pozbawiony narządów wzroku. Na czole obecne dołki czuciowe, których układ jest mniej regularny niż u P. mopaea, a trzeci z nich umieszczony jest nieco dośrodkowo nad szwem czołowo-nadustkowym. Trzy zanikające żeberka obecne na śródpleczu. Tegminy skrócone, szeroko na końcu zaokrąglone, a skrzydła drugiej pary bez żyłek poprzecznych.
Gatunek znany tylko z lokalizacji typowej w Queensland w Australii.